# Ouled Attia
Ouled Attia là một đô thị thuộc tỉnh Skikda, Algérie. Dân số thời điểm năm 2002 là 10.351 người.